# Battle City
Battle City — відеогра для гральної консолі Famicom, шутер і симулятор танка. Видана Namco в 1985 році. Гра здобула неабияку популярність у всьому світі, а також у країнах СНД, де її часто називали «танчиками». Було створено багато ремейків і переробок гри, як офіційних, так і неофіційних.

## Ігровий процес

Приклад ігрового процесу

Гравець, керуючи танком, повинен знищувати танки супротивника. Також потрібно захищати штаб, розташований внизу ігрового поля. Рівень вважається пройденим, коли знищено всі танки супротивника. Гра закінчується, коли запас життів у танка гравця закінчується, або ворожий снаряд влучає у штаб.
Battle City налічує 35 рівнів, що різняться за своєю складністю. Ігрове поле налічує 13 блоків по вертикалі і по горизонталі. Кожен рівень будується з різних за властивостями матеріалів. Найрозповсюдженішим є цегляний блок, який на відміну від інших руйнується снарядами. Залізні блоки можна зруйнувати лише маючи бонус з 3-х зібраних зірочок. Також існують блоки води, кущів та льоду. Вода не дозволяє танкам проїхати, але для снарядів це не перешкода. Кущі приховують ворожі танки. На льоду, якщо відпустити всі клавіші керування, танк деяку відстань буде ковзати за інерцією.
Бонуси виникають у випадку, коли підбито ворожий танк, що блимає червоним. Це бонусний танк — їх на рівні може бути від декількох до всіх 20. Бонус «Зірка» покращує можливості танка. Перша «Зірка» подовжує дуло, що дозволяє стріляти швидше; друга — дозволяє стріляти частіше; третя — дає можливість руйнувати не тільки цеглу, а й залізні блоки. Бонус «Годинник» зупиняє танки противника на деякий час. Бонус «Граната» знищує всі ворожі танки. Бонус «Лопата» тимчасово захищає штаб залізною стіною. «Щит» тимчасово робить танк невразливим. Бонус у вигляді танка додає життів.